# Gondwana

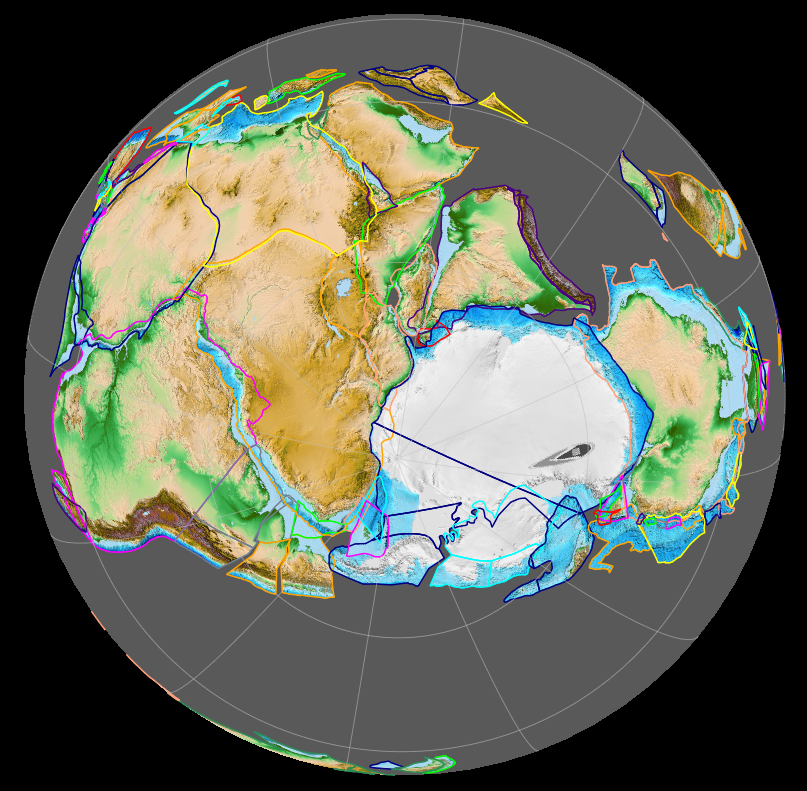
Gondwana cu 420 milioane de ani în urmă. Vedere centrată pe Polul Sud.

Gondwana a fost un supercontinent care a existat din Neoproterozoic (acum 550 de milioane de ani) până în Carbonifer (acum 320 de milioane de ani). A fost format prin acumularea mai multor cratoane. În cele din urmă, Gondwana a devenit cea mai mare bucată de crustă continentală din Epoca Paleozoică, acoperind o suprafață de aproximativ 100.000.000 km2. În timpul Carboniferului s-a unit cu Euramerica formând un mai mare mare supercontinent numit Pangaea. Gondwana s-a divizat treptat în timpul Mezozoicului. Resturile Gondwanei reprezintă aproximativ două treimi din zona continentală de astăzi.
Formarea Gondwana a început acum circa 800-650 de milioane de ani în urmă cu orogeneza Est Africană – coliziunea Indiei, Madagascar și Sri Lanka cu Africa de Est – și s-a finalizat acum circa 600-530 milioane de ani în urmă cu suprapunerea orogenezelor Braziliană și Kuunga - coliziunea Americii de Sud cu Africa și adăugarea Australiei și a Antarcticii.